# Басейна, 17
Житловий будинок № 17 (будинок управління капітального будівництва Київського міськвиконкому) — будинок архітекторки Ольги Лозинської, розташований у Києві, на Басейній вулиці.
Будівля — один із помітних зразків архітектури 1950-х років, виразний акцент, який замикає перспективу Еспланадної вулиці.
Розпорядженням Київської міської державної адміністрації № 305 від 19 лютого 2002 року поставлений на облік пам'яток архітектури місцевого значення (охоронний номер 381).

## Історія будівлі
У 1950-х роках ділянку між чотириповерховою (№ 15) і двоповерховою (№ 19-а) будівлями відвели для управління капітального будівництва Київського міського виконкому. Упродовж 1954—1955 років тут звели будинок за проєктом архітектори Ольги Лозинської.
У добу боротьби з надмірностями в будівництві у фаховому журналі «Архітектура і будівництво» за 1955 рік робота Лозинської зазнала критики. Зокрема відзначалось, що двоповерховий цоколь з аркою-проїздом зіпсували архітектуру будівлі. 
Після 2000 року добудували восьмий поверх.

## Архітектура

Портик

Первісно семиповерхова, згодом восьмиповерхова, цегляна, прямокутна у плані будівля має бутові та залізобетонні фундаменти й залізобетонні перекриття.
Симетричний фасад оформлений у стилі радянського неокласицизму. Центральну вісь на рівні третього—п'ятого поверхів акцентує декоративний портик, фланкований тричвертєвими корінфськими колонами й пілястрами. Під портиком — велика в'їзна арка з кесонованим склепінням. Над антаблементом портика розміщено вікно, ліпне обрамлення якого перегукується з аттиком будинку № 15, що стоїть поруч. 
Площину фасаду формує цегляна кладка. Нижні два поверхи обличковані рустованими бетонними плитами. Балконі та віконні прорізи декоровані ліпленням.